# Доња Шлеска
Доња Шлеска или Шлезија, Шљонск (пољ. Dolny Śląsk, шл. , њем. Niederschlesien, њемшле. Niederschläsing, лат. Silesia Inferior) је сјеверозападни дио историјске и географске области Шлеске, док је југостични дио Горња Шлеска.
Кроз историју Доња Шлеска је била под контролом Краљевства Пољске, Краљевине Бохемије и Хабзбуршке монархије од 1526. Скоро читаву област је 1742. анектиларало Пруско краљевство, а дио Њемачког царства је постала 1871, изузев малог дијела који је био дио доњошлеског војводства Ниса, а постао је дио Аустријске Шлеске 1742. Након 1945. главнио дио бивше пруске покрајине Доња Шлеска је постао дио Републике Пољске, док је мањи дио западно од линије Одра-Ниса остао у Источној Њемачкој.